# Cuminecare

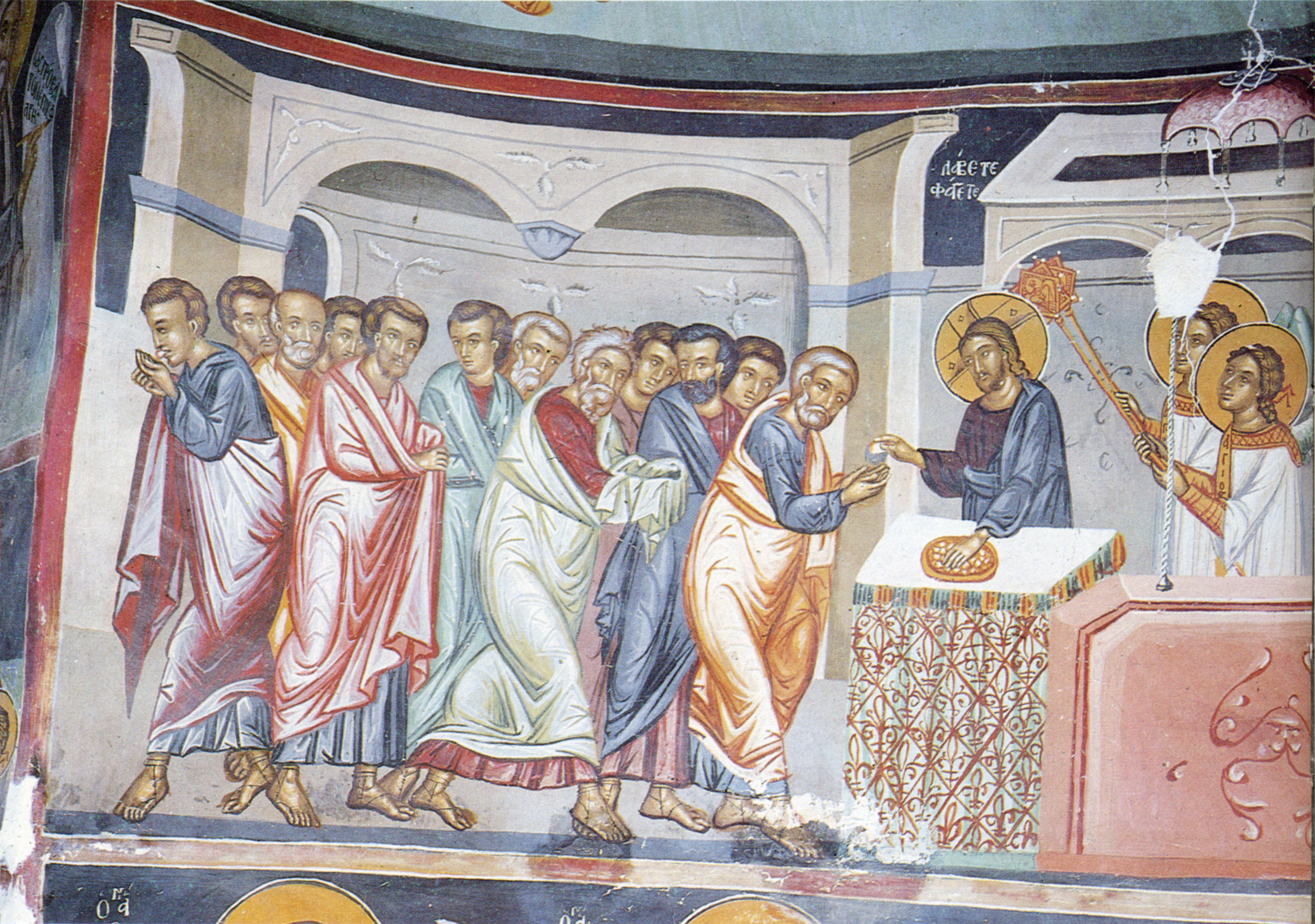
Cuminecarea apostolilor, frescă din sec. al XVI-lea, Biserica Schimbarea la Față, Troodos, Cipru (monument UNESCO)

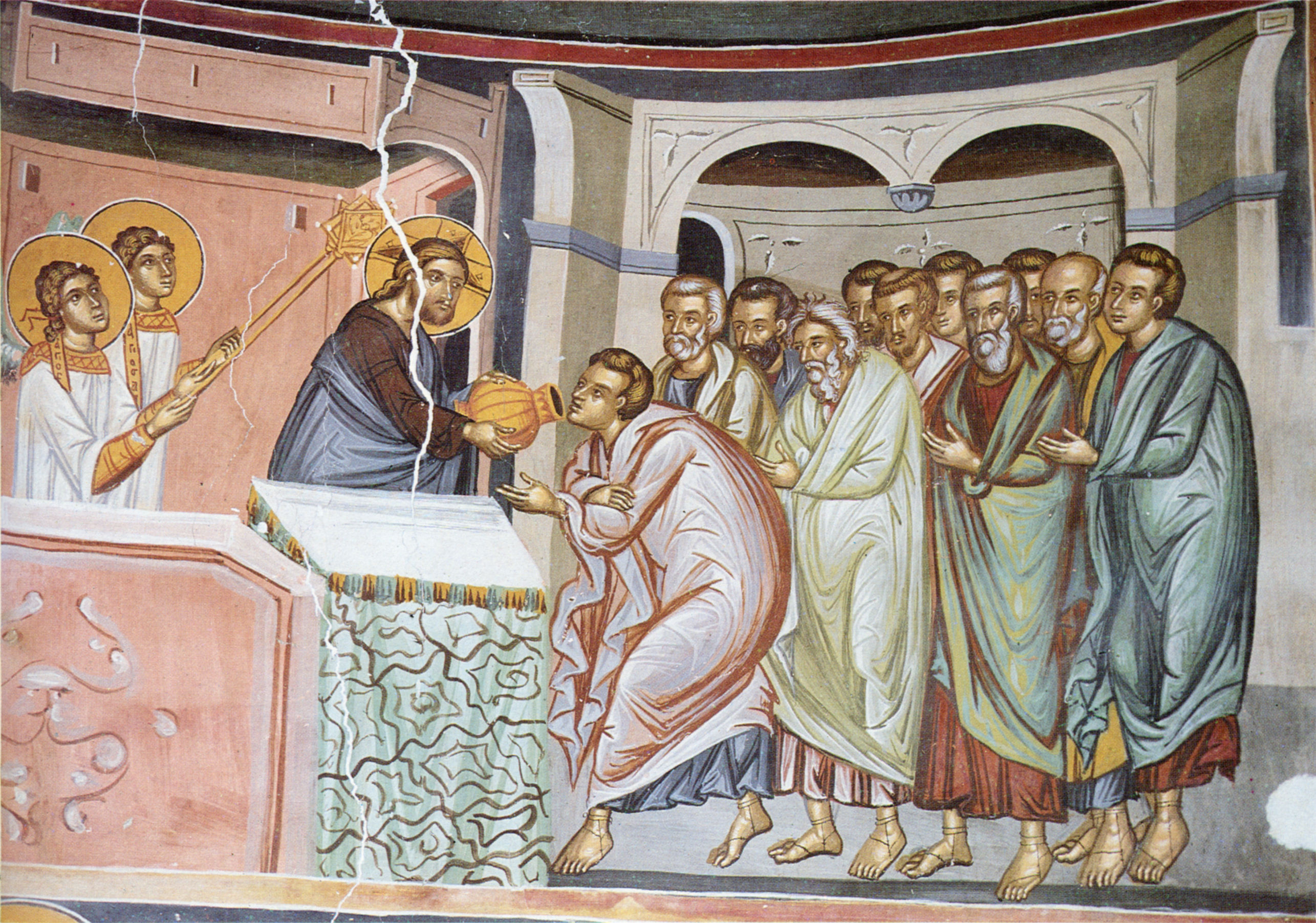
Cuminecarea apostolilor, frescă din sec. al XVI-lea, Biserica Schimbarea la Față, Troodos, Cipru (monument UNESCO)

Cuminecarea (din latinescul communicare) este un ritual creștin care constă în primirea și mâncarea Euharistiei. Prin extensie, pâinea și vinul consumat cu ocazia respectivă, se numesc cuminecătură sau împărtășanie.
Temeiul biblic al cuminecării este Cina cea de Taină, ultima masă pe care Isus Cristos a luat-o cu cei doisprezece discipoli, înainte să fie vândut și predat autorităților.
Evenimentele sunt relatate în evangheliile sinoptice (Luca 22:7-38, Marcu 14:12-26 și Matei 26:17-30), lipsind în Evanghelia după Ioan, care include doar spălarea picioarelor ucenicilor, și discursul de după cinǎ.
Diferite culte creștine au diferite înțelegeri asupra cuminecării. În creștinismul latin și bizantin euharistia este una din cele șapte taine ale Bisericii. Luteranismul cunoaște doar două taine (botezul și euharistia, aceasta din urmă numită „Cina Domnului”). Luteranismul protestant afirmă realitatea trupului și sângelui lui Cristos în cuminecătură, respingând o explicație a transformării.
Alte culte creștine, în special cele de tradiție calvinistă, precum și baptiștii, penticostalii etc., au o înțelegere mai mult simbolică sau comemorativă a cuminecării.